# Лыхны (вино)
Лыхны — красное столовое полусладкое абхазское вино.

## Описание
Название этого вина — «Лыхны» происходит от названия одноименного села в Абхазии, которое в 1808—1864 годах было резиденцией абхазских правителей и столицей Абхазского княжества.
Выпуск вина начался в 1962 году на Сухумском винном заводе, который в настоящее время принадлежит компании «Вина и воды Абхазии». 
Изготавливается только из местной вариации сорта Изабелла — гибрида европейской Vitis Vinifera и американской V. Labrusca. Одним из создателей сорта был Н. Б. Ачба.
С самого начала и по настоящее время в состав вина входит:
- Местного виноград сорта «Изабелла»;
- Природный ягодный сахар;
- Натуральный спирт;

Готовый напиток имеет крепость 9—11 градусов и содержит 3—5 % сахара. «Лыхны» относится к категории природных полусладких вин, то есть сладкий вкус формируется за счёт высокой начальной сахаристости ягод винограда и принудительной остановки брожения в нужный момент (когда вино набирает запланированную крепость), поэтому дополнительное подслащение сахаром не требуется. Известный похожий сорт — грузинское Киндзмараули. Чтобы добиться такого эффекта, ягоды собирают при достижении сахаристости 17 % или больше. Первичное брожение проходит при температуре 29—33 градусов, затем сусло процеживают, избавляясь от мезги, а после сразу охлаждают до 2—3 градусов. Низкие температуры обеспечивают напитку тонкий букет с явственными нотами земляники.
«Лыхны» подают в классических бокалах для красного вина охлаждённым до температуры 16—18 градусов. В качестве закуски рекомедуются сыры, орехи, мясные блюда, поджаренные на гриле овощи или десерты.
Вино относится к категории доступных широкому кругу покупателей в связи с невысокой ценой.

## Критика
По мнению Дмитрия Фёдорова (директора «Независимого винного клуба»): «Это определенно Абхазия. Её трудно спутать: навязчивый шиповник в аромате, отсутствие сортовых признаков — они закамуфлированы добавочным сахаром. Но все-таки нотки мокрой шерсти во вкусе выдают присутствие Изабеллы». Вино он характеризует как «плоское» и «неинтересное», но оговаривается: «Это продукт, который вполне можно пить и который наверняка придётся по вкусу массовому и не слишком взыскательному потребителю».
Винный эксперт Денис Руденко и писатель Алекс Экслер подвергли жёсткой критике соотношение цены и качества абхазских вин (в том числе «Лыхны»), поставляемых в Россию.
Грузинский сомелье Шалва Хецериани представлял вино на дегустации школы «Ле Сомелье».

## Награды
- 2000 — серебряная медаль международной выставки-ярмарки «Вино. Водка. Табак» в Сочи.
- 2001 — золотая медаль международного форума «Индустрия напитков» в Москве.
- 2002 — серебряная медаль международной выставки-ярмарки «Вино. Водка. Табак» в Сочи.
- 2003 — серебряная медаль международной выставки-ярмарки «Вино. Водка. Табак» в Сочи.
- 2015 — серебряная медаль «Продэкспо 2015».